# Actopan, Actopan
Actopan är en ort i Mexiko.   Den ligger i kommunen Actopan och delstaten Veracruz, i den sydöstra delen av landet, 260 km öster om huvudstaden Mexico City. Actopan ligger 254 meter över havet och antalet invånare är 3 990.
Terrängen runt Actopan är huvudsakligen kuperad, men åt sydost är den platt. Runt Actopan är det ganska tätbefolkat, med 100 invånare per kvadratkilometer. Närmaste större samhälle är Rinconada, 17,5 km söder om Actopan. Trakten runt Actopan består till största delen av jordbruksmark.